# مارتينز ليسيس
مارتينز ليسيس (باللاتفية: Mārtiņš Līcis؛ من مواليد 28 سبتمبر 1990) هو رجل قوي محترف أمريكي، اشتهر بفوزه ببطولة أقوى رجل في العالم لعام 2019، وبطولة أرنولد سترونغ مان كلاسيك لعام 2022، وبطولة روغ إنفيتيشنال للرجل القوي لعام 2021.